# André de Santana Ferreira
André de Santana Ferreira (Londrina, 12 ottobre 1988) è un giocatore di calcio a 5 brasiliano.

## Carriera
Giunto in Italia appena maggiorenne, insieme al gemello Anderson, inizia in Serie B con la maglia del Derby Forlì. Con lo scioglimento della squadra romagnola, entrambi i Ferreira passano al Kaos, neopromosso in Serie A2. Con i neri vengono impiegati sia nel settore giovanile sia in prima squadra con cui raggiungono nella stagione 2008-09 la finale della Coppa Italia di Serie A2, persa contro il Torrino. Grazie a un ripescaggio, nella stagione seguente i gemelli esordiscono in Serie A e vincono inoltre la Coppa Italia Under-21. Transitati definitivamente in prima squadra, André e Anderson giocano insieme per altre due stagioni nella massima serie, l'ultima delle quali sancisce la retrocessione del Kaos in Serie A2. Nonostante un nuovo ripescaggio consenta agli emiliani di mantenere la categoria, la squadra viene rivoluzionata: André è nominato capitano mentre il gemello fa ritorno in patria. Nei play-off scudetto della stagione 2014-15 il Kaos è protagonista di una straordinaria cavalcata, interrotta solamente dal Pescara in finale. Dopo otto stagioni consecutive disputate con la stessa maglia, nel luglio del 2015 il giocatore e la società decidono di interrompere il rapporto. Nella sofferta separazione pesa lo scarso utilizzo dell'universale nel corso dell'ultima stagione. Il mese successivo il Montesilvano ne annuncia il tesseramento; con i gabbiani mette a segno 11 gol nel corso della stagione regolare, contribuendo alla qualificazione ai play-off scudetto. Nella stagione 2016-17 si trasferisce al Napoli.

## Palmarès

### Competizioni giovanili
- Coppa Italia Under-21: 1

Kaos: 2009-10